# Nico Schlotterbeck
Nico Schlotterbeck (* 1. prosince 1999 Waiblingen) je německý profesionální fotbalista, který hraje na pozici středního obránce za německý klub Borussia Dortmund a za německý národní tým.

## Klubová kariéra

### Freiburg
Schlotterbeck debutoval v dresu Freiburgu 9. března 2019, a to při výhře 2:1 nad Herthou Berlín.

#### Union Berlin (hostování)
Dne 31. července 2020 odešel Schlotterbeck na roční hostování do Unionu Berlin.

### Borussia Dortmund
V květnu 2022 byl oznámen přestup Schlotterbecka do Borussie Dortmund za částku okolo 25 milionů euro. S klubem podepsal pětiletou smlouvu.

## Reprezentační kariéra
Schlotterbeck byl poprvé nominován Hansim Flickem do německé reprezentace v září 2021. Svého reprezentačního debutu se dočkal 26. března 2022, když nastoupil do přátelského utkání proti Izraeli. Odehrál celé utkání a pomohl k udržení čistého konta při výhře 2:0.

## Osobní život
Schlotterbeck je synovcem bývalého profesionálního fotbalisty Nielse Schlotterbecka.
Nicův starší bratr Keven je také profesionálním fotbalistou, který hraje od roku 2017 za SC Freiburg.

## Statistiky

### Reprezentační
K 29. březnu 2022
| Německo | Německo | Německo |
| Rok     | Zápasy  | Góly    |
| ------- | ------- | ------- |
| 2022    | 2       | 0       |
| Celkem  | 2       | 0       |

## Úspěchy
Reprezentační
Německá reprezentace U21
- 1× vítěz Mistrovství Evropy – 2021

Individuální
- Nejlepší jedenáctka sezóny Bundesligy podle kickeru – 2021/22[13]